# R-27

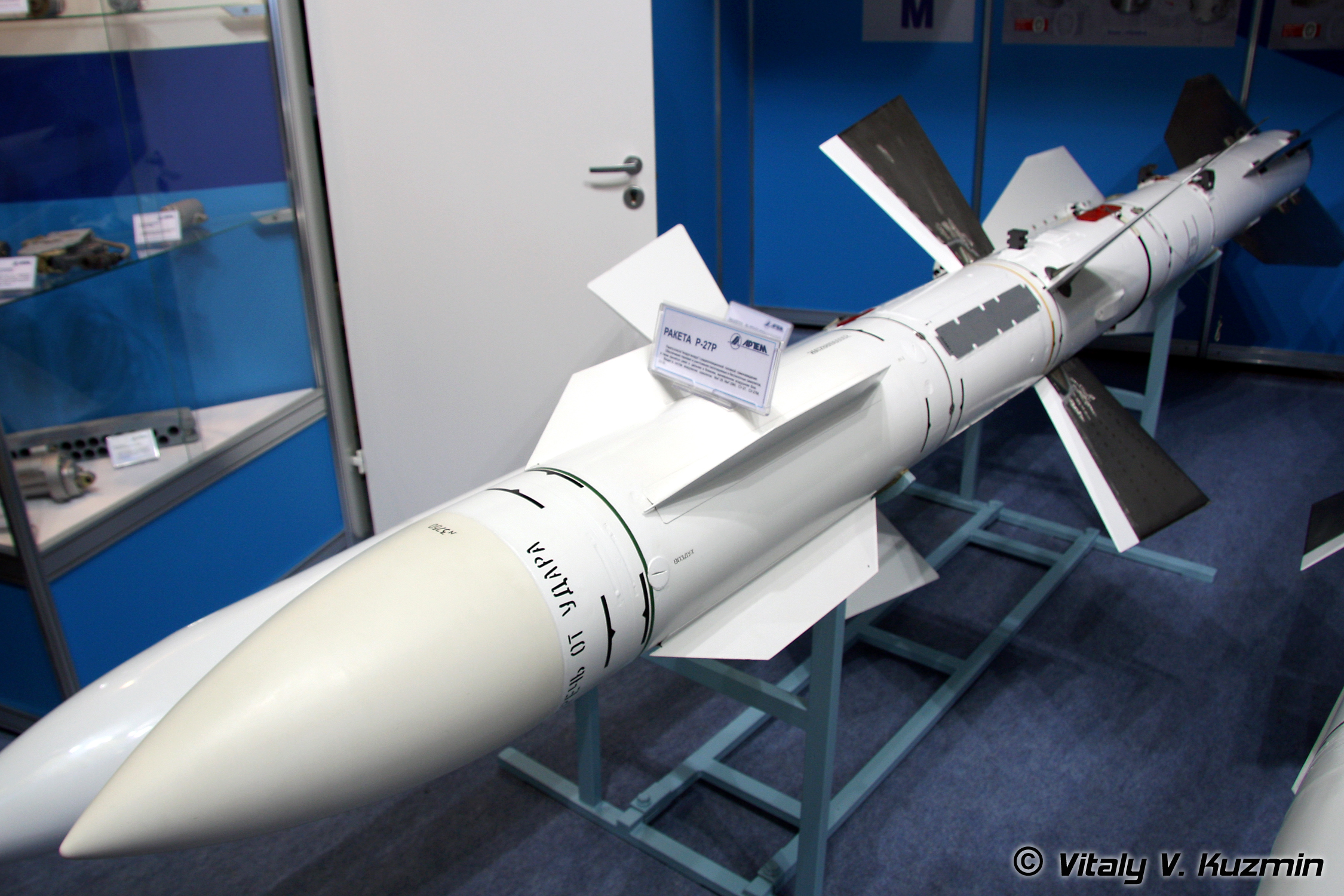
De R-27P in 2009

De Vympel R-27 (Russisch: Вымпел P-27) (NAVO-codenaam: AA-10 Alamo) is een lucht-luchtraket voor de middellange afstand ontwikkeld in de Sovjet-Unie. De raket is nog steeds in gebruik in de Russische Luchtmacht en andere gebruikers van Russische vliegtuigen. De R-27 is het beste vergelijkbaar met de Amerikaanse AIM-7 Sparrow en AIM-120 AMRAAM.

## Varianten
De raket is modulair opgebouwd, de raketten onderscheiden zich vooral van elkaar in het gebruik van verschillende geleidingssystemen. De volgende varianten zijn bekend:
| Naam   | Russische notatie | NAVO codenaam | Geleidingssysteem  | Bereik | Massa bij lancering |
| ------ | ----------------- | ------------- | ------------------ | ------ | ------------------- |
| R-27R  | P-27Р             | AA-10A        | Semiactieve radar  | 80 km  | 253 kg              |
| R-27T  | P-27T             | AA-10B        | Infrarood          | 70 km  | 253 kg              |
| R-27P  | P-27П             | Onbekend      | Passieve radar     |        |                     |
| R-27ER | P-27ЭР            | AA-10C        | Semi-actieve radar | 130 km | 350 kg              |
| R-27ET | P-27ЭТ            | AA-10D        | Infrarood          | 120 km | 343 kg              |
| R-27EP | P-27ЭП            | Onbekend      | Passieve radar     |        |                     |

## Specificaties
- Producent: Vympel NPO
- Functie: Lucht-luchtraket voor de middellange afstand
- Ingebruikname: 1982
- Topsnelheid: Mach 4
- Springlading: 39 kg expanding rod
- Lengte: 3700 mm
- Schachtdiameter: 230 mm
- Spanwijdte vinnen: 770 mm
- Lanceerplatform:
  - Straaljagers
    - Sukhoi Su-27 en varianten
    - MiG-23-98
    - MiG-29
    - Jakovlev Jak-141